# Витебский бригадный район ПВО
Ви́тебский брига́дный райо́н ПВО — войсковое соединение вооружённых сил СССР во время Великой Отечественной войны.

## История
Сформирован весной 1941 года, был развёрнут в районе Витебск — Орша — Могилёв, обороняя от нападения с воздуха коммуникации (в том числе мосты через реку Днепр) и важные предприятия.
В составе действующей армии во время Великой Отечественной войны с 22 июня 1941 года по 20 октября 1941 года.
С первого дня войны отражает налёты авиации противника, затем отступает в глубь страны. Так, 324-й отдельный зенитный артиллерийский дивизион осенью 1941 года находился на обороне штаба Западного фронта в Перхушково, при этом состоял из трёх батарей среднего калибра, двух батарей малого калибра, зенитно-пулеметной роты и прожекторной роты. Возможно, что остатки бригадного района в конце лета 1941 года были сведены в этот дивизион.
20 октября 1941 года расформирован.

## Состав
- Управление (Витебск)
- 737-й зенитный артиллерийский полк  (Витебск)
- 741-й зенитный артиллерийский полк  (Смоленск)
- 35-й отдельный зенитный артиллерийский дивизион (Орша)
- 324-й отдельный зенитный артиллерийский дивизион (Полоцк)
- 106-я зенитная пулемётная рота (Могилёв)
- 8-й отдельный батальон ВНОС (Витебск)
- 32-й отдельный авиаотряд ПВО (Крупки, Минской области)

## Подчинение
| Дата       | Фронт (округ)                            | Армия | Примечания |
| ---------- | ---------------------------------------- | ----- | ---------- |
| 22.06.1941 | Западный фронт (Западная зона ПВО)       | -     | -          |
| 01.07.1941 | Западный фронт (Западная зона ПВО)       | -     | -          |
| 10.07.1941 | Западный фронт (Западная зона ПВО)       | -     | -          |
| 01.08.1941 | Центральный фронт (Центральная зона ПВО) | -     | -          |
| 01.09.1941 | -                                        | -     | нет данных |
| 01.10.1941 | -                                        | -     | нет данных |

## Командиры
- майор П. Г. Слепченко (до конца июля 1941 года)